# Palaion Faliron
Palaion Faliron este un oraș în Grecia în prefectura Atena.